# جولیان گرین
جولیان وسلی گرین (انگلیسی: Julian Wesley Green؛ زادهٔ ۶ ژوئن ۱۹۹۵) بازیکن فوتبال اهل ایالات متحده آمریکا است.
وی همچنین در تیم ملی فوتبال ایالات متحده آمریکا بازی کرده‌است.